# Atanas Michajlov
Atanas Christov Michajlov (Bulgaars: Атанас Христов Михайлов) (Sofia, 5 juli 1949 – aldaar, 1 oktober 2006) was een Bulgaars voetballer. Hij heeft gespeeld bij FK Lokomotiv 1929 Sofia, Slavia Sofia en Nea Salamis Famagusta FC.

## Loopbaan
Michajlov is de topscorer van Bulgarije onder 21 met een 31 doelpunten. Hij kwam tussen 1970 en 1981 vijfveertig keer uit voor het Bulgaars voetbalelftal. Hij maakte deel uit van de selectie voor het voetbaltoernooi op de Olympische Zomerspelen 1968, waar Bulgarije een zilveren medaille won. Hij deed ook  nog mee voor wereldkampioenschap in 1974.
Michajlov overleed op 1 oktober 2006

## Erelijst
- Olympische spelen : 1968 (zilver)
- Parva Liga : 1978